# Thelma & Louise
Thelma & Louise is een Amerikaanse speelfilm uit 1991 geregisseerd door de Brit Ridley Scott. De film wordt vaak omschreven als een feministische roadmovie en won in 1992 een Oscar voor het scenario van Callie Khouri.

## Verhaal
Thelma is getrouwd met Darryl die zijn vrouw het liefst achter het aanrecht ziet, zodat hij ongestoord naar de televisie kan kijken. De tien jaar oudere Louise  werkt als serveerster in een eethuis; haar musicerende vriend is zelden thuis. Om de sleur te doorbreken trekken de twee vriendinnen er een paar dagen op uit in de oude, open Ford Thunderbird 1966 cabriolet van Louise. De ontwikkelingen raken in een stroomversnelling als Louise bij een bar een man neerschiet, die Thelma probeert te verkrachten. Ze slaan op de vlucht richting Mexico, omdat Louise vreest dat een beroep op noodweer niet geloofd zal worden.
Onderweg ontmoeten ze de overvaller J.D., die net uit de gevangenis komt. Van hem krijgt Thelma tips voor overvallen, tips die van nut zijn nadat J.D. al het spaargeld van Louise heeft gestolen. Rechercheur Slocumb zit ze op de hielen; hij lijkt echter te geloven dat ze het slachtoffer zijn van omstandigheden. De film eindigt met een korte freeze van de vriendinnen in hun auto boven de Grand Canyon - een verwijzing naar de legendarische sprong in Butch Cassidy and the Sundance Kid.

## Rolverdeling
| Acteur               | Personage        |
| -------------------- | ---------------- |
| Susan Sarandon       | Louise           |
| Geena Davis          | Thelma           |
| Harvey Keitel        | Hal Slocumb      |
| Michael Madsen       | Jimmy            |
| Christopher McDonald | Darryl           |
| Stephen Tobolowsky   | Max              |
| Brad Pitt            | J.D.             |
| Timothy Carhart      | Harlan           |
| Lucinda Jenney       | Lena             |
| Jason Beghe          | Staatspolitieman |
| Sonny Carl Davis     | Albert           |
| Ken Swofford         | Majoor           |
| Shelley Desai        | Receptionist     |
| Carol Mansell        | Serveerster      |
| Stephen Polk         | Bewaker          |

## Bespreking en waardering
Thelma & Louise is een van de eerste zo niet de allereerste buddy movie (vriendenfilm) die ook een roadmovie is met twee vrouwen in de hoofdrol. Om die reden wordt het wel een feministische film genoemd, hoewel de fatale afloop moeilijk uitgelegd kan worden als zijnde het gevolg van een mannelijk complot. De politierechercheur blijft tot op het laatste moment proberen de vrouwen een uitweg te bieden. Thelma kan wel getypeerd worden als een vrijgevochten personage, omdat ze haar man aan de kant zet.
De film werd in de kritieken gewaardeerd om het sterke verhaal en het uitstekende acteerwerk van Geena Davis en Susan Sarandon.
Voor regisseur Scott was de film het eerste grote succes sinds zijn kaskrakers Alien (1979) en Blade Runner (1982). Scott werd nu geprezen om zijn spelregie, personageontwikkeling en vertelstructuur.
Thelma & Louise werd rijkelijk gelauwerd waarbij vooral het scenario in de prijzen viel: een Oscar, de prijs van het Writer's Guild of America, en een Golden Globe. De film werd genomineerd voor in totaal zes Oscars.

## Muziek
De filmmuziek werd gecomponeerd door Hans Zimmer met Pete Haycock op de slidegitaar bij het hoofdthema "Thunderbird". Glenn Frey, Toni Childs, B.B. King, Chris Whitley en Marianne Faithfull hebben ook aan de soundtrack bijgedragen.